# Булатов, Рауф Рауфович
Рауф Рауфович Булатов (22 января 1941, Химки, Московская область — 17 декабря 2003, Москва) — советский хоккеист, нападающий; тренер. Мастер спорта.

## Биография
Воспитанник московского «Спартака», за который выступал с 1959 по 1965 год, проведя 111 матчей (35 шайб). Также играл за московские Крылья Советов (1965—1972) и череповецкий «Металлург» (1972—1974). Всего в чемпионатах Советского Союза провёл около 400 матчей, в которых забросил 93 шайбы.
После окончания игровой карьеры работал тренером хоккейных команд череповецкого «Металлурга» (1976—1977) и щёкинского Корда (1981—1985). В 1980 году окончил школу тренеров.
Скончался 17 декабря 2003 года в Москве, похоронен на Митинском кладбище.

## Достижения
- Чемпион СССР — 1962[2].
- Серебряный призёр чемпионата СССР — 1965[2].
- Бронзовый призёр чемпионата СССР — 1963, 1964[2].